# ウィリアムズ・FW04
ウィリアムズ・FW04 (Williams FW04) は、フランク・ウィリアムズ・レーシングカーズが1975年および1976年のF1世界選手権に投入したフォーミュラ1カー。FW04はウィリアムズ・FWの発展型で、2台製作された。特に成功した車ではなかったが、1975年ドイツグランプリでは2位に入賞した。
FW04は2台とも1976年にオーストラリア人ドライバーのブライアン・マクガイアに売却された。マクガイアはシェルスポーツ・インターナショナルシリーズに参戦し、スラクストン・サーキットで優勝している。マクガイアはFW04に変更を加え「マクガイア・BM1」と改名した。マクガイアは1977年8月にブランズ・ハッチで行われたレースのプラクティスで事故死した。

## レース戦績

### 1975
1975年シーズンの序盤3戦でフランク・ウィリアムズ・レーシングカーズはまだFWを使用しており、新しいFW04はスペイングランプリまで準備ができていなかった。最初は1台しか製作されておらず、シーズンの残りは旧型のFW03と共に投入された。ウィリアムズのチーム予算は低く、他チームから中古タイヤを購入することさえあった。
デビュー戦となったスペイングランプリで、FW04はアルトゥーロ・メルツァリオがドライブした。メルツァリオのチームメイトとなったのは若手のイギリス人ドライバーのトニー・ブライズで、ブライズはこの1戦でのみFW03をドライブした。予選でメルツァリオは25位、ブライズは18位となり、メルツァリオはモンジュイック・サーキットのガードレールが適切に固定されていないことに抗議してレースから撤退した。決勝ではロルフ・シュトメレンがドライブするヒル・GH1のリアウィングが走行中に外れ、シュトメレン車は観客席に飛び込み5名が死亡するという大事故が起きた。ブライズは7位で完走した。モナコではジャック・ラフィットがチームに復帰、メルツァリオに代わってFW04をドライブし、メルツァリオはFW03をドライブした。このレースではラフィットが予選19位、メルツァリオが予選20位で両名とも予選落ちし、決勝は18台で行われた。ベルギーではラフィットがFW04で予選17位となったが、決勝ではギアボックストラブルでリタイアとなった。スウェーデンではラフィットがフォーミュラ2に出場するため再び欠場となり、メルツァリオはチームを離脱したためダミアン・マギーとイアン・シェクターが起用された。シェクターはFW04で予選20位となったが、決勝ではタイヤトラブルでクラッシュ、リタイアとなった。
ラフィットはシーズンの残り全てでFW04をドライブしたが、FW03は各戦ごとにペイドライバーがドライブした。オランダでラフィットは15番グリッドがらスタートしたが、エンジントラブルでリタイアした。フランスでは予選16位、決勝は11位となり、これがFW04初の完走となった。イギリスでは予選19位、決勝はギアボックストラブルで早々にリタイアとなった。
チームの運命はドイツグランプリで改善された。このレースでラフィットは予選15位となる。決勝では何台かのマシンが機械トラブルやアクシデントで脱落していったが、ラフィットはレース終盤にトム・プライスを抜いて2位に入り、チームは6ポイントを獲得した。しかし続くオーストリアではラフィットは予選を12位で通過したが、決勝はハンドリングの問題でリタイアとなった。ノンタイトル戦のスイスグランプリでは予選13位、決勝は10位となっている。第13戦のイタリアグランプリでは予選18位、決勝はギアボックストラブルでリタイアとなった。
シーズン最終戦のアメリカグランプリまでに2台目のFW04が製作され、2台が投入されたが両方ともスタートできなかった。ラフィットは予選21位となったが体調の問題でスタートできなかった。レラ・ロンバルディは新造されたシャシーをドライブし予選24位であったが、イグニッションの問題を抱えスタートできなかった。ウィリアムズはこのシーズン6ポイントを獲得しコンストラクターズランキング9位となった。ポイントは全てラフィットがドイツで獲得した物であった。

### 1976
1976年シーズンの開始時にカナダの石油王ウォルター・ウルフがフランク・ウィリアムズ・レーシングカーズの株式の60%を買収したが、フランク・ウィリアムズはチームマネージャーとしてチームに留まった。チームは1975年の最終戦でヘスケス・レーシングが使用していたヘスケス・308Cを受け継ぎ、ウルフ-ウィリアムズ・FW05と改名した。同様にFW04もウルフ-ウィリアムズ・FW04と改名されたが、1976年の開幕戦ブラジルグランプリでのみ使用された。ラフィットはチームを離れていたため、2人の新しいドライバーが起用された。レンツォ・ゾルジがFW04（シャシーナンバー01）をドライブし、ジャッキー・イクスはFW05をドライブした。ゾルジは予選17位、決勝9位、イクスは予選19位、決勝8位という結果であった。このレースの後、ウルフ-ウィリアムズは2台のFW05を用意したため、FW04は使用しなくなった。その後シャシーナンバー01はオーストラリア人ドライバーのブライアン・マクガイアに売却された。
マクガイアはFW04で1976年のシェルスポーツ・インターナショナルシリーズに参戦し、第6戦ブランズ・ハッチで3位、第10戦スラクストン・サーキットで優勝している。マクガイアはこのレースでポールポジションを獲得し、ファステストラップを達成して優勝した。ウィリアムズのマシンがポールポジション、ファステストラップを達成したのはこれが初めてであった。マクガイアは結局ランキング8位でシーズンを終えた。
彼はまた、4月に行われた1976年のBRDCインターナショナル・トロフィーに参加したが、予選は最下位、決勝はオイル漏れで黒旗失格となった。
マクガイアのFW04はマフレ-ウィリアムズチームからエミリオ・ツァピコのドライブで1976年スペイングランプリに参戦した。ツァピコは予選27位で予選落ちし、決勝に出ることはできなかった。
7月にマクガイアはイギリスグランプリに参戦しようとしたが、レース主催者によってエントリーは拒否された。彼はその後、レラ・ロンバルディが1975年アメリカグランプリでドライブしたFW04をウルフ-ウィリアムズから購入した。

### 1977
1977年、マクガイアはFW04を改造しマクガイア・BM1と改名した。シャシーナンバー01は1977年のシェルスポーツ・インターナショナルシリーズの序盤4戦に参戦したが、いずれも早々にリタイアした。シャシーナンバー02に切り替えるといくらか向上し、7月9日に開催された第8戦オウルトン・パークでは5位に入った。
彼はその後1977年イギリスグランプリにシャシーナンバー01で参戦しようとした。今回は参加が許可されたが、予備予選落ちし予選に進出することもできなかった。
シャシーナンバー02でシェルスポーツ・インターナショナルシリーズに戻ったが、8月末にブランズ・ハッチで行われた第11戦のプラクティスでマクガイアはコースを外れバリアに激突、この事故でマクガイアとコースマーシャルが死亡した。

## F1における全成績

### 世界選手権
(key)
| 年     | チーム                                   | シャシー                  | エンジン                      | タイヤ | ドライバー                 | 1   | 2   | 3   | 4   | 5   | 6   | 7   | 8   | 9   | 10   | 11  | 12  | 13  | 14  | 15  | 16  | 17  | 順位 | ポイント |
| ------ | ---------------------------------------- | ------------------------- | ----------------------------- | ------ | -------------------------- | --- | --- | --- | --- | --- | --- | --- | --- | --- | ---- | --- | --- | --- | --- | --- | --- | --- | ---- | -------- |
| 1975年 | フランク・ウィリアムズ・レーシングカーズ | ウィリアムズ・FW04        | フォード コスワースDFV 3.0 V8 | G      |                            | ARG | BRA | RSA | ESP | MON | BEL | SWE | NED | FRA | GBR  | GER | AUT | ITA | USA |     |     |     | 9位  | 6        |
| 1975年 | フランク・ウィリアムズ・レーシングカーズ | ウィリアムズ・FW04        | フォード コスワースDFV 3.0 V8 | G      | アルトゥーロ・メルツァリオ |     |     |     | Ret |     |     |     |     |     |      |     |     |     |     |     |     |     | 9位  | 6        |
| 1975年 | フランク・ウィリアムズ・レーシングカーズ | ウィリアムズ・FW04        | フォード コスワースDFV 3.0 V8 | G      | ジャック・ラフィット       |     |     |     |     | DNQ | Ret |     | Ret | 11  | Ret  | 2   | Ret | Ret | DNS |     |     |     | 9位  | 6        |
| 1975年 | フランク・ウィリアムズ・レーシングカーズ | ウィリアムズ・FW04        | フォード コスワースDFV 3.0 V8 | G      | イアン・シェクター         |     |     |     |     |     |     | Ret |     |     |      |     |     |     |     |     |     |     | 9位  | 6        |
| 1975年 | フランク・ウィリアムズ・レーシングカーズ | ウィリアムズ・FW04        | フォード コスワースDFV 3.0 V8 | G      | レラ・ロンバルディ         |     |     |     |     |     |     |     |     |     |      |     |     |     | DNS |     |     |     | 9位  | 6        |
| 1976年 | ウルフ-ウィリアムズ・レーシング          | ウルフ-ウィリアムズ・FW04 | フォード コスワースDFV 3.0 V8 | G      |                            | BRA | RSA | USW | ESP | BEL | MON | SWE | FRA | GBR | GER  | AUT | NED | ITA | CAN | USA | JPN |     | -    | 0        |
| 1976年 | ウルフ-ウィリアムズ・レーシング          | ウルフ-ウィリアムズ・FW04 | フォード コスワースDFV 3.0 V8 | G      | レンツォ・ゾルジ           | 9   |     |     |     |     |     |     |     |     |      |     |     |     |     |     |     |     | -    | 0        |
| 1976年 | マフレ-ウィリアムズ                      | ウィリアムズ・FW04        | フォード コスワースDFV 3.0 V8 | G      | エミリオ・ツァピコ         |     |     |     | DNQ |     |     |     |     |     |      |     |     |     |     |     |     |     | -    | 0        |
| 1976年 | ブライアン・マクガイア                   | ウィリアムズ・FW04        | フォード コスワースDFV 3.0 V8 | G      | ブライアン・マクガイア     |     |     |     |     |     |     |     |     | DNP |      |     |     |     |     |     |     |     | -    | 0        |
| 1977年 | ブライアン・マクガイア                   | マクガイア BM1            | フォード コスワースDFV 3.0 V8 | G      |                            | ARG | BRA | RSA | USW | ESP | MON | BEL | SWE | FRA | GBR  | GER | AUT | NED | ITA | USA | CAN | JPN | -    | 0        |
| 1977年 | ブライアン・マクガイア                   | マクガイア BM1            | フォード コスワースDFV 3.0 V8 | G      | ブライアン・マクガイア     |     |     |     |     |     |     |     |     |     | DNPQ |     |     |     |     |     |     |     | -    | 0        |

### ノンタイトル戦
(key)
| 年     | チーム                                   | エンジン               | ドライバー             | タイヤ | 1   | 2   | 3   |
| ------ | ---------------------------------------- | ---------------------- | ---------------------- | ------ | --- | --- | --- |
| 1975年 | フランク・ウィリアムズ・レーシングカーズ | フォード コスワースDFV |                        | G      | ROC | INT | SUI |
| 1975年 | フランク・ウィリアムズ・レーシングカーズ | フォード コスワースDFV | ジャック・ラフィット   | G      |     |     | 10  |
| 1976年 | ブライアン・マクガイア                   | フォード コスワースDFV |                        | G      | ROC | INT |     |
| 1976年 | ブライアン・マクガイア                   | フォード コスワースDFV | ブライアン・マクガイア | G      |     | Ret |     |

### シェルスポーツ・インターナショナルシリーズ
(key) （太字はポールポジション、斜体はファステストラップ）
| 年     | ドライバー             | シャシー           | エンジン      | 1       | 2       | 3       | 4       | 5       | 6       | 7       | 8       | 9       | 10      | 11      | 12      | 13  | 14  | 順位 | ポイント |
| ------ | ---------------------- | ------------------ | ------------- | ------- | ------- | ------- | ------- | ------- | ------- | ------- | ------- | ------- | ------- | ------- | ------- | --- | --- | ---- | -------- |
| 1976年 | ブライアン・マクガイア | ウィリアムズ・FW04 | コスワース V8 | MAL     | SNE Ret | OUL Ret | BRH Ret | THR Ret | BRH 3   | MAL Ret | SNE Ret | BRH Ret | THR 1   | OUL DNS | BRH Ret | BRH |     | 8位  | 34       |
| 1977年 | ブライアン・マクガイア | マクガイア BM1     | コスワース V8 | MAL Ret | SNE DNS | OUL Ret | BRH Ret | MAL Ret | THR Ret | BRH Ret | OUL 5   | MAL     | DON Ret | BRH DNS | THR     | SNE | BRH | 21位 | 8        |

## 参照
1. ↑  “StatsF1”. statsf1.com. 2016年1月9日閲覧。
2. ↑  Hodges, David (2001). A-Z of Grand Prix Cars. Ramsbury, Wiltshire: Crowood. pp. 240. ISBN 1861263392
3. ↑  “Grand Prix results, Spanish GP 1975”. grandprix.com. 2016年1月9日閲覧。
4. ↑  “Grand Prix results, Monaco GP 1975”. grandprix.com. 2016年1月9日閲覧。
5. ↑  “Grand Prix results, Belgian GP 1975”. grandprix.com. 2016年1月9日閲覧。
6. ↑  “Grand Prix results, Swedish GP 1975”. grandprix.com. 2016年1月9日閲覧。
7. ↑  “Grand Prix results, Dutch GP 1975”. grandprix.com. 2016年1月9日閲覧。
8. ↑  “Grand Prix results, French GP 1975”. grandprix.com. 2016年1月9日閲覧。
9. ↑  “Grand Prix results, British GP 1975”. grandprix.com. 2016年1月9日閲覧。
10. ↑  “Grand Prix results, German GP 1975”. grandprix.com. 2016年1月9日閲覧。
11. ↑  “Grand Prix results, Austrian GP 1975”. grandprix.com. 2016年1月9日閲覧。
12. ↑  “1975 Swiss Grand Prix”.   Silhouet. 2016年1月9日閲覧。
13. ↑  “Grand Prix results, Italian GP 1975”. grandprix.com. 2016年1月9日閲覧。
14. ↑  “Grand Prix results, US GP 1975”. grandprix.com. 2016年1月9日閲覧。
15. ↑  “Grand Prix results, Brazilian GP 1976”. grandprix.com. 2016年1月9日閲覧。
16. 1 2 3  “Brian McGuire”.   historicracing.com. 2016年1月9日閲覧。
17. ↑  “1976 Shellsport International Series”.   Silhouet. 2016年1月9日閲覧。
18. ↑  “1976 BRDC International Trophy”.   Chicane F1. 2016年1月9日閲覧。
19. ↑  “Notes on the cars at Jarama”.   Motor Sport (1976年6月). 2016年1月9日閲覧。
20. ↑  “Grand Prix results, Spanish GP 1976”. grandprix.com. 2016年1月9日閲覧。
21. ↑  “Grand Prix results, British GP 1976”. grandprix.com. 2016年1月9日閲覧。
22. ↑  “From Rags to Riches”.   8W - FORIX/Autosport. 2016年1月9日閲覧。
23. ↑  “1977 Shellsport International Series”.   Silhouet. 2016年1月9日閲覧。
24. ↑  “Grand Prix results, British GP 1977”. grandprix.com. 2016年1月9日閲覧。